# Thamnoecha uniformis
Thamnoecha uniformis är en fjärilsart som beskrevs av Butler 1875. Thamnoecha uniformis ingår i släktet Thamnoecha och familjen svärmare. Inga underarter finns listade i Catalogue of Life.